# SDA Kinship
SDA Kinship  es una organización de apoyo que busca proporcionar una comunidad tanto espiritual como social, para los adventistas del séptimo día o para los ex adventistas que se identifican como lesbianas, homosexuales, bisexuales, transgénero y / o intersexuales (LGBTI), y que se han sentido heridos o rechazados debido su orientación sexual y / o identidad de género. SDA Kinship ofrece la compasión y apoyo que generalmente no está disponible dentro de la organización de la Iglesia Adventista.

## Historia y organización
SDA Kinship surgió de una reunión en 1976 en Palm Desert, California, después de que algunos hombres homosexuales adventistas colocaran un anuncio en The Advocate  en busca de otros adventistas homosexuales. Luego de cuatro meses ya había 75 miembros y una organización rudimentaria. Durante este tiempo el nombre de "Kinship" fue elegido porque los adventistas suelen gozar de una relación familiar muy unida entre sí. Pequeños grupos de adventistas homosexuales que se habían reunido en Nueva York y San Francisco pronto se unieron a Kinship.
SDA Kinship es administrado por una junta de voluntarios y se conforma como una organización sin ánimo de lucro en 1981. Actualmente, incluyendo amigos y familiares, forman parte de sus registros 1.500 personas en 62 países. En este momento SDA Kinship no tiene relación formal con la Iglesia Adventista del Séptimo Día.

## Servicios a los miembros
SDA Kinship existe para aliviar el malestar inicial de los adventistas del séptimo día cuando se dan cuenta de que son homosexuales, lesbianas, bisexuales o transgénero, y para facilitar la conciliación de su espiritualidad con su orientación sexual mediante la oferta de materiales de lectura, de diálogo personal, de asesoramiento profesional y de una red de miembros de apoyo.

### Servicios de Comunicación
SDA Kinship permite la comunicación entre los miembros mediante la publicación de un boletín de noticias mensual llamado "conexión"  y el mantenimiento de una comunidad en línea gratuita, Kinship en línea (KOL), que incluye un espacio de chat llamado KinNet.

### Campamentos
Desde 1980, SDA Kinship ha organizado una conferencia anual de una semana de duración llamado "Kampmeeting", donde los miembros pueden reunirse y renovar amistades. Culto, conferencias, música, actividades en grupo, y buena comida, incluyendo comida vegetariana, son parte del programa. El ministerio espiritual es proporcionada por líderes de la iglesia en apoyo y ex pastores homosexuales. La comunión se lleva a cabo el viernes por la noche y es la única comunión recibida por muchos miembros que han sido alejados de la iglesia. En los últimos años (a partir de 2008), reuniones similares se han realizado en Europa, Australia y otras partes del mundo.

### Servicios Regionales
Con el fin de comunicarse y servir a sus miembros, SDA Kinship está organizado por regiones, nueve regiones en Estados Unidos y ocho regiones de ultramar: Australia-Nueva Zelanda, Brasil, Canadá, América Central-América del Sur, Europa, Alemania, Filipinas e islas británicas. Los coordinadores regionales se comunican con los miembros, a veces por medio de publicaciones, y con frecuencia patrocinan reuniones para fines sociales, recreativos, educativos y religiosos. La frecuencia y el tipo de actividades dependen en gran medida del número y la proximidad de los miembros que viven dentro de cada región.

### Servicios Especiales
Kinship presta atención a las necesidades de los grupos con intereses especiales. "IMRU?"(Yo estoy, ¿estas tu?), por sus siglas en inglés, es una extensión de universitarios y jóvenes menores de 30 años, donde también hay coordinaciones para las personas intersexuales, transexuales, los adultos mayores, afroamericanos, asiáticos, hispanos y para amigos y familiares. www.someone-to-talk-to.net es el sitio web del ministerio para las familias.

## Medidas adoptadas para informar y sensibilizar a la Iglesia Adventista

### Información Entregada
SDA Kinship ha enviado miles de paquetes de información a los pastores adventistas, maestros y consejeros, también a las academias y universidades Adventistas en América del Norte. Información sobre el VIH / sida también ha sido enviada a cada iglesia Adventista en los Estados Unidos.

### Invitaciones al Kampmeeting
En 1980 SDA Kinship celebró su primera reunión nacional llamada Kampmeeting (similar a una típica reunión de campamento Adventista). Se invitó a participar a tres profesores del Seminario Teológico Adventista y dos pastores. Ellos recibieron el permiso de la Conferencia General, con la condición de que SDA Kinship no afirmaría que esto indicaba la aceptación de la iglesia a la homosexualidad y que Colin Cook sería invitado para presentar sus ideas sobre cómo ayudar a los homosexuales a encontrar la curación. Los profesores de teología invitados, después de la primera investigación en profundidad sobre lo que la Biblia tiene que decir acerca de la homosexualidad, llegaron a la conclusión de que había un silencio acerca de las personas con una orientación homosexual, y que sus proscripciones contra la explotación sexual, la promiscuidad, la violación, y la prostitución del templo se aplican por igual a los heterosexuales como a los homosexuales. Después de escuchar historias traumáticas en relación con crecer gay en la iglesia Adventista, el clero estuvo profundamente conmovido y elaboró una lista de recomendaciones en su informe a la dirección de la iglesia. Sin embargo, las protestas de los miembros conservadores impulsaron al presidente de la iglesia, Neal Wilson, en instruir a universitarios, hospitales y administradores de la iglesia adventista, prohibiendo su asistencia a los Kampmeeting del año siguiente. Sin embargo, ciertos pastores y líderes de iglesias han seguido asistiendo y participando en los Kampmeetings anuales.

### Conferencia sobre el sida
En 1989, un pastor de la Iglesia Adventista de Sligo, en Takoma Park, Maryland, llevó a cabo un grupo de apoyo para las personas con sida y sus familiares, a la que asistieron gran parte del personal de la congregación.  El editor de la revista denominacional, Adventist Review, era un miembro de la iglesia de Sligo y de su junta de Iglesia, por lo que el personal de la Revista Adventista patrocinó una Conferencia sobre el sida. Pidieron a SDA Kinship enviar a tres de sus miembros que estaban enfermos de sida como delegados. Se hizo un llamado en esta conferencia de iglesia para hacer frente a la epidemia del sida a través de su sistema hospitalario. Sin embargo, nada sustancial se llevó a cabo hasta que la magnitud de la epidemia entre los muchos miembros de la iglesia heterosexuales en el continente africano llegó a ser conocido.

### Consejo Asesor de Kinship
En 2000, se invitó a un grupo de líderes de la iglesia en apoyo, para formar un consejo asesor para guiar a SDA Kinship en relación con conseguir una actitud más amorosa y redentora por parte de la Iglesia Adventista. Este Consejo fue fundamental en la organización de un taller sobre la homosexualidad y la publicación de un libro que resultó de este taller.

### Taller sobre la homosexualidad
En enero de 2006, un Taller sobre la homosexualidad, que tuvo lugar en Ontario, California, fue patrocinado conjuntamente por SDA Kinship y la Asociación de Foros Adventistas (ahora Adventist Forums), al que asistieron alrededor de 60 invitados observadores. Doce artículos se presentaron sobre los aspectos biológicos, sociológicos, psicológicos, legales, pastorales, teológicos, éticos y bíblicos de la homosexualidad, además de experiencias personales.

### Actividades en los medios
Un libro,Mi Hijo, Amado Extraño ("My Son, Beloved Stranger" en inglés), escrito por la esposa de un ministro adventista sobre la experiencia de su familia después de enterarse de que su hijo menor era Gay, fue publicado por la Pacific Press en 1995. Otro libro,Cristianismo y homosexualidad: Algunas Perspectivas de Adventistas del séptimo día ,  que consiste en los trabajos presentados en el taller de 2006 sobre la homosexualidad, fue publicado por Adventist Forums en mayo de 2008. Copias de cortesía fueron enviadas por correo a 500 pastores, administradores y líderes de opinión de la Iglesia Adventista. En 2005 SDA Kinship produjo un DVD, Corazón Abierto, la mano abierta, ("Open Heart, Open Hand" en inglés).  En el DVD se registran tres conversaciones con los líderes de la Iglesia Adventista que son padres de hijos gais o lesbianas. Se introduce por un teólogo Adventista cuyo hermano es un hombre gay. Fue filmado por el Dr. Harry y Janice Wang, que también tienen un miembro de la familia homosexual.

### Exposiciones en conferencias de iglesia
A partir del 2000, en la quinquenal Sesión de la Asociación General de la Iglesia Adventista del Séptimo Día, "Someone to Talk to", un acercamiento a las familias y amigos de los homosexuales adventistas, ha tenido una presencia y ha sido exhibido en al menos una convención anual de la iglesia, con folletos informativos y venta de libros y DVD. Un creciente interés se ha observado en estos años.

## Relación con la Iglesia Adventista
En la Iglesia Adventista del séptimo día, las relaciones homosexuales se consideran una violación a sus principios, y los miembros que participen en esas relaciones están sujetos a disciplina o definitivamente a la expulsión. 

### Demanda a SDA Kinship sobre el uso del nombre de la iglesia
En 1987 una demanda federal fue presentada por la Iglesia Adventista contra SDA Kinship en la Corte Federal de Distrito en Los Ángeles, California, alegando que mediante el uso de "adventista del séptimo día" en su nombre, el grupo de apoyo homosexual era culpable de violación de marca registrada. Curiosamente, la demanda llegó diez años después de formada la organización y siete años después de la incorporación del término "SDA Kinship", aun después de los contactos de cooperación entre la iglesia y SDA Kinship. Los líderes de SDA Kinship conjeturaron las razones de esta decisión tardía, explicando el enojo en una reciente exposición de Kinship en la sede de la iglesia. La demanda se decidió a favor de SDA Kinship.

## Presencia latinoamericana
SDA Kinship se encuentra presente en América Latina por medio de sus coordinaciones tanto en México, América Central y el Caribe; un listado de la coordinación y el contacto por país se puede encontrar Kinship aquí Archivado el 27 de junio de 2016 en Wayback Machine., así también el contacto y coordinación para diversos países de Kinship Sudamérica Archivado el 23 de junio de 2016 en Wayback Machine.. 